# Günther Bräunig
Günther Bräunig (* 10. Oktober 1955 in Wiesbaden) ist ein deutscher Bankmanager. Er war Vorstandsvorsitzender der Kreditanstalt für Wiederaufbau.

## Leben
Bräunig studierte von 1975 bis 1980 Rechts- und Wirtschaftswissenschaften an den Universitäten Mainz und Dijon. Von 1980 bis 1982 promovierte er an der Universität Mainz. Von 1981 bis 1983 war er Referendar am Landgericht Wiesbaden.
Der promovierte Jurist trat nach Tätigkeiten bei der Commerzbank und Airbus 1989 bei der KfW ein. Innerhalb der Bank bekleidete er verschiedene Positionen und wurde ab dem 1. Oktober 2006 in den Vorstand berufen.
Er war vom 1. August 2007 bis zum 31. Oktober 2008 Vorstandssprecher der IKB Deutsche Industriebank AG. Während dieses Zeitraums ruhte sein Mandat als Vorstand der KfW.
Den Chefposten bei der IKB übernahm er unerwartet und kurzfristig von Stefan Ortseifen, der entlassen wurde, weil das Unternehmen durch Fehlspekulationen mit schlecht abgesicherten amerikanischen Hypothekenkrediten in erhebliche Schwierigkeiten geraten war. Laut Bafin-Chef Jochen Sanio drohte im Fall einer Pleite die größte Bankenkrise seit dem Jahr 1931, als sich aufgrund nicht ausreichender Liquidität der Banken eine nationale Wirtschaftskrise entwickelte.
Von September bis Dezember 2017 war Bräunig Stellvertretender Vorstandsvorsitzender der KfW unter dem Vorstandsvorsitzenden Ulrich Schröder. Zum 1. Januar 2018 übernahm er die Funktion des Vorstandsvorsitzenden der Bank. Am 31. Oktober 2021 trat er in Ruhestand, sein Nachfolger wurde Stefan Wintels. Einen nachfolgenden Posten als Aufsichtsratsvorsitzender der Commerzbank lehnte Bräunig im März 2021 ab.
Derzeit Aufsichtsratsmitglied Deutsche Telekom, Bonn und Aufsichtsratsvorsitzender Deutsche Pfandbriefbank, Garching
Bräunig ist verheiratet und hat zwei Kinder.

## Auszeichnungen
- 2020: European Banker of the Year[9]